# Whitecrow Mountain
Whitecrow Mountain är ett berg i Kanada.   Det ligger på gränsen mellan British Columbia och Alberta, i den västra delen av landet, 3 200 km väster om huvudstaden Ottawa. Toppen på Whitecrow Mountain är 2 823 meter över havet, eller 324 meter över den omgivande terrängen. Bredden vid basen är 2,1 km. Whitecrow Mountain ingår i The Ramparts.
Terrängen runt Whitecrow Mountain är bergig åt nordost, men åt sydväst är den kuperad.Trakten runt Whitecrow Mountain är nära nog obefolkad, med mindre än två invånare per kvadratkilometer.. Det finns inga samhällen i närheten. 
Trakten runt Whitecrow Mountain består i huvudsak av gräsmarker.